# Cryptolaria spinosa
Cryptolaria spinosa is een hydroïdpoliep uit de familie Lafoeidae. De poliep komt uit het geslacht Cryptolaria. Cryptolaria spinosa werd in 1980 voor het eerst wetenschappelijk beschreven door Millard. 